# 638 (numero)
Seicentotrentotto (638) è il numero naturale dopo il 637 e prima del 639.

## Proprietà matematiche
- È un numero pari.
- È un numero composto con 8 divisori: 1, 2, 11, 22, 29, 58, 319, 638. Poiché la somma dei suoi divisori (escluso il numero stesso) è 442 < 638 è un numero difettivo.
- È un numero sfenico.
- È un numero ettagonale centrato.
- È un numero palindromo e un numero a cifra ripetuta nel sistema di numerazione posizionale a base 28 (MM).
- È parte delle terne pitagoriche (440, 462, 638), (638, 720, 962), (638, 3480, 3538), (638, 9240, 9262), (638, 101760, 101762).
- È un numero felice.
- È un numero nontotiente (per cui la equazione φ(x) = n non ha soluzione).
- È un numero congruente.

## Astronomia
- 638 Moira è un asteroide della fascia principale del sistema solare.
- NGC 638 è una galassia spirale della costellazione dei Pesci.

## Astronautica
- Cosmos 638 è un satellite artificiale russo.